# 喃字遺產保護會
喃字遺產保護會（越南语：／），在英文中簡稱（字面意思為「喃（保護）會」），縮寫，是美國的一所非營利性語言保護組織，總部設於北卡羅萊納州卡瑞市，在越南河內也有一間辦公室。自1999年建立以來，該組織一直致力於保護從古代留存至今的手稿、碑文與木刻上的喃字（一種越南人曾經使用、基於漢字創造的古老語素文字）。2018年，保护会宣布其最初目标已经实现并解散。

## 保護會
保護會針對喃字的保護涵蓋了多種方法，包括電子字型設計、為Unicode和其它國際標準化組織管理的國際標準錄入文字、為在網際網路上展示喃字而對其進行數位化工作以及復興古代文學、歷史、文化、音樂及藝術作品（比如越南室內樂「歌籌」）。
在世界各地語言學家和辭書學家的志願協助之下，保護會同時推出了印刷版本和數位格式的喃字辭典，而這也是歷史上首部可以用TrueType字型顯示的喃字辭典。在向願意研究這一課題的美國、越南學生頒發獎學金的同時，保護會也曾贊助兩場國際喃字大會，並作為喃字方面的代表出席了表意文字小組的國際會議。

## 项目
喃字遺產保護會與越南國家圖書館之間有一項合作計劃，名叫《珍藏漢喃典籍數位化專案》（the Digitization Project of the Hán-Nôm Special Collection）。2006年，保護會簽署了一份備忘錄，使之能夠通過越南國家圖書館（該館藏有的漢喃古籍在世界範圍內名列前茅）的古書建立一個數位圖書館。也正是基於國家圖書館的資源，截至2013年，保護會已經完成了超過2000份漢喃文獻的數位化工作。
同時，保護會也在開展一項將河內附近的勝嚴寺（／）數位化的專案。勝嚴寺因一紙詔令而興建於11世紀，是亞洲佛教文化的重要歷史遺跡。該專案將在2014年完成，屆時會帶來一個能夠全方位記錄該廟宇的網路數據庫，包含廟宇所藏的手稿、碑文及其它喃字視覺遺產。整座廟宇的建築構造和外觀理念也會通過圖片的方式得以概覽。
該專案接受了來自加利福尼亞州奇諾辛尼加基金會（Chino Cienega Foundation）、列支敦士登國際音樂與藝術基金會（International Music and Arts Foundation）、北卡羅來納州立大學、美國駐河內大使館和私人等多方的捐款，旨在記錄越南佛教、提供廟宇的歷史文獻、為未來更多的廟宇數位化開闢道路，以及使全世界的人都能夠閱覽相關資料。

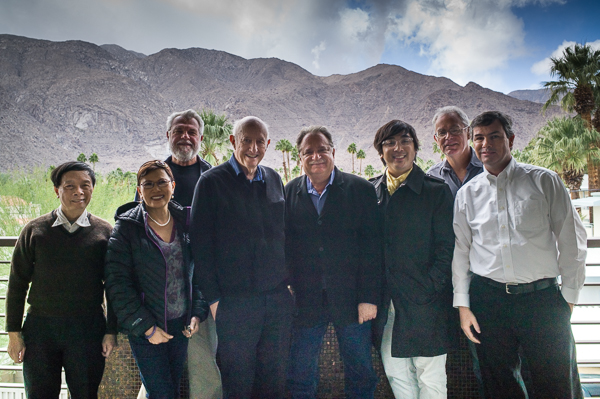
2013年，喃字遺產保護會主要人物和獎學金得主約翰·范（John Phan）在棕櫚泉市的見面會上。

## 職員
北卡羅來納州立大學的約翰·巴拉班教授從1999年開始便擔任保護會的會長。2000年，巴拉班出版了他具有影響力的著作《春天的芬芳：胡春香之詩》（Spring Essence: The Poetry of Ho Xuan Huong）。該書用國語字和漢喃兩種文字寫就，是現代社會出版的第一部喃字書籍。
天普大學研究員、紐約大學計算語言學家吳清閑博士曾在1999年至2007年間任職副會長。随后，吳中越（Ngô Trung Việt）和布拉德·克里藤登（Brad Crittenden）兩人接替担任保護會的副會長直到保护会解散，而斯蒂芬·O·萊塞（Stephen O. Lesser）則是該會的秘書兼財務主管。

## 外部連結

### 保護會提供的工具
- [喃字查詢工具]. 喃字遺產保護會.   [2014-08-08]. （原始内容存档于2015-04-19） （英语）.
- [喃字辭典]. 喃字遺產保護會.   [2014-08-08]. （原始内容存档于2020-07-27） （英语）.
- [喃字字形]. 喃字遺產保護會.   [2014-08-16]. （原始内容存档于2012-07-28） （英语）.

### 研究成果
- [珍藏漢喃典籍數位化計劃：喃字遺產保護會數位化手稿選錄]. 北伊利諾伊大學東南亞數位圖書館.   [2014-08-04]. （原始内容存档于2014-08-13） （英语）.

### 其它
- . 越南漢喃復興委員會.   [2014-08-24]. （原始内容存档于2014-10-09） （越南语）.